# Discografie van Gunter Gabriel
Deze discografie is een overzicht van het muzikale werk van de Duitse country- en popzanger, componist en muziekproducent Gunter Gabriel en zijn pseudoniem zoals Bobby Ford. Zijn meest succesvolle publicatie, met meer dan drie miljoen verkochte exemplaren, is het nummer Wenn du denkst, du denkst, dann denkst du nur, du denkst, dat hij schreef voor Juliane Werding.

## Albums

### Studioalbums
| Jaar | Titel                                      | Hitlijstklassering | Hitlijstklassering | Hitlijstklassering | Opmerkingen                                           |
| Jaar | Titel                                      | DE                 | AT                 | CH                 | Opmerkingen                                           |
| ---- | ------------------------------------------ | ------------------ | ------------------ | ------------------ | ----------------------------------------------------- |
| 1973 | Gesucht                                    | 32 (20 weken)      | —                  | —                  | Eerste publicatie: 1973                               |
| 1974 | Das ist meine Art                          | 26 (12 weken)      | —                  | —                  | Eerste publicatie: 1974                               |
| 1975 | Gunter Gabriel                             | —                  | —                  | —                  | Eerste publicatie: 1975                               |
| 1977 | Meine Helden und andere Pechvögel          | 35 (6 weken)       | —                  | —                  | Eerste publicatie: 1977                               |
| 1978 | Damen wollen Kerle                         | —                  | —                  | —                  | Eerste publicatie: 1978                               |
| 1979 | Die größten Country-Songs aller Zeiten     | —                  | —                  | —                  | Eerste publicatie: 1979                               |
| 1979 | Rastlose Cowboys und ehrbare Mädchen       | —                  | —                  | —                  | Eerste publicatie: 1979                               |
| 1982 | Waschecht                                  | —                  | —                  | —                  | Eerste publicatie: 1982                               |
| 1983 | Die ewig wilden Western Lieder             | —                  | —                  | —                  | Eerste publicatie: 1983                               |
| 1989 | Dieselknechte                              | —                  | —                  | —                  | Eerste publicatie: 1989                               |
| 1994 | Straßenhund                                | —                  | —                  | —                  | Eerste publicatie: 1994                               |
| 1996 | Ein Halleluja für ein Truckerherz          | —                  | —                  | —                  | Eerste publicatie: 1996                               |
| 2002 | Gunterwegs                                 | —                  | —                  | —                  | Eerste publicatie: 14 juni 2002                       |
| 2003 | Gabriel singt Cash – Das Tennessee-Projekt | —                  | —                  | —                  | Eerste publicatie: 20 oktober 2003                    |
| 2009 | Sohn aus dem Volk – German Recordings      | 61 (3 weken)       | —                  | —                  | Eerste publicatie: 23 oktober 2009                    |
| 2011 | Gabriel singt Cash                         | —                  | —                  | —                  | Eerste publicatie: 12 augustus 2011                   |
| 2017 | LickLab Akustik Session                    | —                  | —                  | —                  | Eerste publicatie: 14 april 2017                      |
| 2023 | Denkmal                                    | 92 (1 week)        | —                  | —                  | Eerste publicatie: 3 februari 2023 met Yvonne Gabriel |

### Compilaties
| - 1974: Lieder vom einfachen Mann - 1977: Der Liederboss – Starke Songs - 1977: Gunter Gabriels Super 20 – Die 20 starken Songs vom Liederboss - 1978: Neue Songs und Country Hits - 1979: Das Star Album - 1979: Seine großen Erfolge - 1979: Freiheit ist ein Abenteuer - 1983: Champions of the Road - 1988: Die großen Hits - 1988: Star Festival - 1988: Die Gunter Gabriel Story - 1989: Gunter Gabriel - 1990: Hey Boss, ich brauch’ mehr Geld - 1990: Hier ist mein Land - 1993: Komm’ unter meine Decke - 1994: Truck Gold - 1995: Die großen Erfolge | - 1996: Meine Helden – Malocher-Songs - 1997: Gesucht wird … - 1999: Aus dem Leben gegriffen - 2000: Hey Boss … Meine Songs - 2003: Portrait – Gold Serie - 2004: Temporausch - 2004: Freiheit ist ein Abenteuer 1970-1982 - 2004: Gunter Gabriel - 2004: Hey Boss – Ich brauch mehr Geld - 2004: Hey Boss … Meine Songs - 2005: Nur das Allerbeste – Platinum Collection - 2007: Sohn aus dem Volk - 2008: Das Beste - 2008: Kult Welle – 15 Lieder - 2008: Autobahnhelden - 2011: Mein anderes ich |

### EP's
- 1976: Fahr Taxi, fahr

### Tributealbums
- 2004: Liebe, Autos, Abenteuer – Eine Hommage an Gunter Gabriel

## Singles

### Als leadmuzikant
| Jaar | Titel Album                                                             | Hitlijstklassering | Hitlijstklassering | Hitlijstklassering | Opmerkingen                                         |
| Jaar | Titel Album                                                             | DE                 | AT                 | CH                 | Opmerkingen                                         |
| ---- | ----------------------------------------------------------------------- | ------------------ | ------------------ | ------------------ | --------------------------------------------------- |
| 1973 | Er ist ein Kerl (Der 30 Tonner Diesel) Gesucht                          | 16 (18 weken)      | —                  | —                  | Eerste publicatie: december 1973                    |
| 1974 | Hey Boss, ich brauch mehr Geld Das ist meine Art                        | 6 (29 weken)       | 1 (5 maanden)      | —                  | Eerste publicatie: april 1974                       |
| 1974 | Hey, Yvonne (Warum weint die Mammi) Das ist meine Art                   | 5 (19 weken)       | 5 (5 maanden)      | —                  | Eerste publicatie: augustus 1974 met Yvonne Gabriel |
| 1975 | Mit dem Hammer in der Hand (Das Lied vom einfachen Mann) Gunter Gabriel | 41 (4 weken)       | —                  | —                  | Eerste publicatie: februari 1975                    |
| 1975 | Komm’ unter meine Decke Gunter Gabriel                                  | 7 (23 weken)       | —                  | —                  | Eerste publicatie: oktober 1975                     |
| 1976 | Intercity-Linie Nr. 4 Gunter Gabriel                                    | 45 (1 week)        | —                  | —                  | Eerste publicatie: maart 1976                       |
| 1976 | Willy Klein, der Fernsehmann Meine Helden und andere Pechvögel          | 17 (14 weken)      | —                  | —                  | Eerste publicatie: oktober 1976                     |
| 1977 | Papa trinkt Bier Meine Helden und andere Pechvögel                      | 19 (15 weken)      | —                  | —                  | Eerste publicatie: februari 1977                    |
| 1978 | Ich bin CB-Funker Neue Songs und Country Hits                           | 33 (12 weken)      | —                  | —                  | Eerste publicatie: mei 1978                         |

Verdere singles
| - 1968: Wenn die Rosen blühen in Georgia - 1971: Mit leeren Händen - 1972: Morgen - 1972: Freiheit ist ein Abenteuer (Me and Bobby McGee) - 1973: Ich werd’ gesucht - 1977: Ich schlaf’ nicht gern allein ein - 1977: Komm Charly, fang mich, Charly - 1978: Ohne Moos, nichts los - 1979: Tina, weine nicht (Don’t Cry, Jony) (met Yvonne Gabriel) - 1979: Oh, nur mit dir (Oh Lonesome Me) - 1979: Ehrbares Mädchen - 1979: Ehrbares Mädchen (Good Hearted Woman) (met Boxcar Willie) - 1979: Du da, ich will nicht wie der da, ein ganz hohes Tier sein - 1979: Adios Amigo - 1980: Da kannst du wackeln mit dem Po - 1981: Heute trinken wir auf alles, was wir lieben - 1981: Es steht ein Haus in West-Berlin - 1982: Ich tanze nie mehr eng - 1982: Komm nach Haus und wein’ dich aus bei Daddy | - 1983: Mein Laster ist mein Laster - 1984: Emma, Emma - 1986: Mädchen ab 30 (… lieben am besten!) - 1986: Hallo Dortmund (met Manfred Krug) - 1987: Was macht Berlin zu Berlin - 1987: Rheinhausen - 1989: Deutsches Laster, gutes Laster - 1990: Hey Boss ’90 - 1990: Deutschland ist … - 1993: Roy (Du bist nicht allein) - 1994: Den Rocker kriegst du nicht mehr aus mir raus - 1995: Truck Stop, Tom Astor & Ich - 2000: Es steht ein Haus im Kosovo - 2001: Bye Bye Deutsche Mark - 2003: Wahre Liebe gibt's nur unter Männern (met Chris Howland) - 2006: Lasst die Fahnen auf dem Dach - 2006: Weihnacht zieht’s jeden Mann nach Haus - 2010: Nie wieder wart’ ich so lang - 2011: Peter Pan (Fard-cover; ontwikkeld bij Cover My Song) |

## Auteursparticipaties en -producties (hitsuccessen)
| Jaar | Titel Interpretatie Autor (A), Produzent (P)                                 | Hitlijstklassering | Hitlijstklassering | Hitlijstklassering | Opmerkingen                                            |
| Jaar | Titel Interpretatie Autor (A), Produzent (P)                                 | DE                 | AT                 | CH                 | Opmerkingen                                            |
| ---- | ---------------------------------------------------------------------------- | ------------------ | ------------------ | ------------------ | ------------------------------------------------------ |
| 1973 | Nick-Nack-Man A, P Frank Zander                                              | —                  | 15 (1 maand)       | —                  | Eerste publicatie: augustus 1973                       |
| 1973 | Er ist ein Kerl (Der 30 Tonner Diesel) A Gunter Gabriel                      | 16 (18 weken)      | —                  | —                  | Eerste publicatie: december 1973                       |
| 1974 | Hey Boss, ich brauch mehr Geld A Gunter Gabriel                              | 6 (29 weken)       | 1 (5 maanden)      | —                  | Eerste publicatie: april 1974                          |
| 1974 | Hey, Yvonne (Warum weint die Mammi) A Gunter & Yvonne Gabriel                | 5 (19 weken)       | 5 (5 maanden)      | —                  | Eerste publicatie: augustus 1974                       |
| 1974 | Marie – Ich brauch mehr Schlaf A Hermann Hoffmann                            | 36 (5 weken)       | —                  | —                  | Eerste publicatie: september 1974                      |
| 1974 | Ich trink’ auf dein Wohl, Marie A, P Frank Zander                            | 4 (25 weken)       | 8 (3 maanden)      | —                  | Eerste publicatie: december 1974                       |
| 1974 | Der Ur-Ur-Enkel von Frankenstein P Frank Zander                              | 32 (2 weken)       | 1 (6 maanden)      | —                  | Eerste publicatie: december 1974                       |
| 1975 | Mit dem Hammer in der Hand (Das Lied vom einfachen Mann) A, P Gunter Gabriel | 41 (4 weken)       | —                  | —                  | Eerste publicatie: februari 1975                       |
| 1975 | Wenn du denkst, du denkst, dann denkst du nur, du denkst A Juliane Werding   | 4 (22 weken)       | —                  | 3 (9 weken)        | Eerste publicatie: september 1975 Verkoop: + 3.000.000 |
| 1975 | Komm’ unter meine Decke A Gunter Gabriel                                     | 7 (23 weken)       | —                  | —                  | Eerste publicatie: oktober 1975                        |
| 1976 | Man muß das Leben eben nehmen wie das Leben eben ist A, P Juliane Werding    | 28 (12 weken)      | —                  | —                  | Eerste publicatie: maart 1976                          |
| 1976 | Intercity-Linie Nr. 4 A, P Gunter Gabriel                                    | 45 (1 week)        | —                  | —                  | Eerste publicatie: maart 1976                          |
| 1976 | Komm und hilf mir durch die Einsamkeit der Nacht A, P Juliane Werding        | 35 (1 week)        | —                  | —                  | Eerste publicatie: augustus 1976                       |
| 1976 | Die Babies krieg’ immer noch ich A, P Elke Best                              | 34 (7 weken)       | —                  | —                  | Eerste publicatie: september 1976                      |
| 1976 | Willy Klein, der Fernsehmann A, P Gunter Gabriel                             | 17 (14 weken)      | —                  | —                  | Eerste publicatie: oktober 1976                        |
| 1976 | Das wär John nie passiert A Wencke Myhre                                     | 44 (3 weken)       | —                  | —                  | Eerste publicatie: 1976                                |
| 1977 | Papa trinkt Bier A, P Gunter Gabriel                                         | 19 (15 weken)      | —                  | —                  | Eerste publicatie: februari 1977                       |
| 1977 | Hey Kleiner, mit dir spielt wohl keiner A, P Elke Best                       | 46 (1 week)        | —                  | —                  | Eerste publicatie: april 1977                          |
| 1978 | Ich bin CB-Funker A, P Gunter Gabriel                                        | 33 (12 weken)      | —                  | —                  | Eerste publicatie: mei 1978                            |

## Bijzondere publicaties

### Gastbijdragen
- 1996: Ich glaub an den Weihnachtsmann (Wencke Myhre met Gunter Gabriel)
- 1997: … und darum Herr Richter (Juliane Werding feat. Gunter Gabriel)
- 2003: Besserwisserboy (Die Ärzte feat. Gunter Gabriel)
- 2004: Survivor (Bonus Version) (Comeback United feat. Gunter Gabriel & Jürgen Drews)

### Samplerbijdragen
- 2017: Alles geht einmal zu Ende (Manfred Krug – Seine Lieder)

## Luisterboeken
- 2009: Wer einmal tief im Keller saß

## Boxsets
- 2004: Freiheit ist ein Abenteuer
- 2015: Original Album Classics

## Statistieken

### Evaluatie

#### Albumlijsten
|                         | DE | AT | CH |
| ----------------------- | -- | -- | -- |
| Nummer 1-albums         | —  | —  | —  |
| Top 10-albums           | —  | —  | —  |
| Albums in de hitlijsten | 5  | —  | —  |

#### Singlelijsten
|                          | DE | AT | CH |
| ------------------------ | -- | -- | -- |
| Nummer 1-singles         | —  | 1  | —  |
| Top 10-singles           | 9  | 2  | —  |
| Singles in de hitlijsten | 3  | 2  | —  |

|                          | DE | AT | CH |
| ------------------------ | -- | -- | -- |
| Nummer 1-singles         | —  | 1  | —  |
| Top 10-singles           | 5  | 3  | 1  |
| Singles in de hitlijsten | 17 | 4  | 1  |

|                          | DE | AT | CH |
| ------------------------ | -- | -- | -- |
| Nummer 1-singles         | —  | 1  | —  |
| Top 10-singles           | 1  | 2  | —  |
| Singles in de hitlijsten | 11 | 3  | —  |